# Ingeborg Finke-Siegmund
Ingeborg Finke-Siegmund, apellido de soltera Siegmund, (Aš, 4 de diciembre de 1919 – 1 de enero de 2012) fue una pianista y profesora de piano alemana.

## Biografía
Finke-Siegmund nació en el seno de una familia religiosa del pastor Ringulf Siegmund (1889-1969) en la ciudad bohemia de Aš. Después de la toma al poder de los nazis, su padre fue depuesto y arrestado.
A los 16 años, entró en el conservatorio. Primer estudió con Walter Schaufuß-Bonini. Continuó su formación con Conrad Hansen, Franz Langer y Hugo Steurer. D¡io su primer recital en solitario en Dresde en 1942. Fue artista solista hasta 1952. Después de ello, trabajó en el the Hochschule für Musik Carl Maria von Weber Dresden. Entre sus estudiantes se incluyen entre otros, a Peter Rösel, Sonnhild Fiebach, Christina Haupt, Ralf-Carsten Brömsel, Steffen Leißner, Christian Kluttig, Hans-Peter Richter y Hartmut Haenchen.
En el Deutscher Verlag für Musik coeditó la colección de composiciones contemporáneos en las lecciones de piano Für junge Pianisten.
Se casó con el pianista y compositor Hermann Werner Finke (1911-1988).